# Orquestra Filarmônica de Buenos Aires

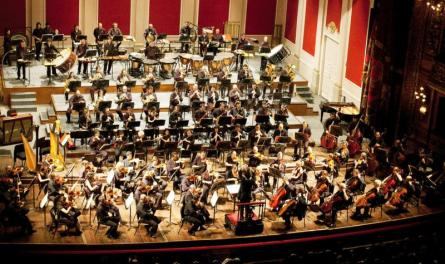
Concerto da Orquestra Filarmônica de Buenos Aires

A Orquestra Filarmônica(pt-BR) ou Filarmónica(pt-PT?) de Buenos Aires é uma orquestra da Argentina baseada em Buenos Aires. Fundada em 1946, ela está baseada no Teatro Colón e é uma das mais prestigiadas orquestras da América Latina, recebendo inúmeras honras ao longo dos seus 60 anos de história. O atual diretor musical é o mexicano Enrique Diemecke.

## História
A Filarmônica de Buenos Aires foi criada em 1946 com o nome de Orquestra Sinfônica do Teatro Municipal (em espanhol, Orquesta Sinfónica del Teatro Municipal), oferecendo seu primeiro concerto dia 21 de Maio de 1947. Seu primeiro maestro foi Lamberto Baldi, anos depois, a posição foi ocupada por Jaime Pahissa. Em 1948, a orquestra mudou seu nome para Orquestra Sinfônica da Cidade de Buenos Aires e nesse mesmo ano, o célebre maestro Herbert von Karajan conduziu a orquestra em duas ocasiões. Em 1953 a orquestra mudou-se para sua atual residência, o Teatro Colón e em 1958 adotou o atual nome.
Durante as décadas seguintes, a orquestra ganhou prestígio internacional, apresentando-se com solistas internacionalmente famosos. Incluindo Martha Argerich, Nelson Freire, Arthur Rubinstein, Joshua Bell, Yehudi Menuhin, Itzhak Perlman, Mstislav Rostropovich, Mischa Maisky, Yo-Yo Ma. Os cantores famoso que passaram pela orquestra foram: Marian Anderson, José Carreras, Plácido Domingo, Luciano Pavarotti, Samuel Ramey, José Van Dam e Frederica von Stade.
Alguns maestros célebres que trabalham com a orquestra incluem o já citado Herbert von Karajan, Wilhelm Furtwängler, Sergiu Celibidache, Sir Georg Solti, Sir Thomas Beecham, Charles Dutoit, Lorin Maazel, Zubin Mehta, Rudolf Kempe, Clemens Krauss, Pierre Boulez, Igor Stravinsky, Antal Doráti, Ernest Ansermet, Aaron Copland, Mikhail Jurowski, Igor Markevich e Daniel Barenboim.
O atual maestro da orquestra é o mexicano Enrique Diemecke. Maestro Diemecke ganhou fama ao conduzir orquestras como a Orquestra Filarmônica Real de Londres, a Orquestra Sinfônica da BBC, a Orquestra Nacional da França e a Filarmônica de Los Angeles.

## Turnês
A Filarmônica teve três turnês bem sucedidas: em 1992, 1994 e 1996. Essas turnês passaram pela Alemanha, Inglaterra, Espanha, França, Grécia, Países Baixos, Suécia, Bélgica e Áustria, apresentaram-se em grandes teatros, como o Berliner Philharmonie, o Barbican Center em Londres, o Concertgebouw de Amsterdã e apresenta-se frequentemente no Brasil, Chile e Uruguai.